# Mademoiselle de Maupin (roman)
Pour les articles homonymes, voir Maupin et Mademoiselle de Maupin.
Mademoiselle de Maupin est un roman épistolaire français écrit par Théophile Gautier et publié en 1835. Première grande œuvre de l'auteur, le roman raconte la vie de Madeleine de Maupin et ses aventures galantes. Opérant comme un manifeste du Parnasse et de la doctrine de « l’art pour l’art » dont Gautier se fait ainsi le précurseur, le texte est célèbre pour sa préface qui fustige les visions moralistes ou utilitaires de la littérature. Sa conception de l'art en proclame les caractères indépendant et inutile : il ne viserait que le beau. Une allégorie de cette vision se poursuit dans l'intrigue du roman : D'Albert, le personnage principal, recherche le beau, tandis que le personnage éponyme en est l'incarnation.

## Résumé
Dans le roman, Gautier raconte la vie de Madeleine de Maupin qui, avant de succomber aux avances des hommes, désire se travestir afin de surprendre leurs secrets. Elle parcourt donc le monde, sous le nom de Théodore, en quête d’aventures galantes. D’Albert, le héros de la première partie du livre, qui soupçonne la vérité, tombe amoureux de Madeleine. Rosette, la précédente conquête de D’Albert, est trompée par le déguisement et elle est amoureuse de Théodore/Madeleine qui doit par ailleurs se battre en duel pour avoir refusé d’épouser une jeune fille.
Dans la deuxième partie du livre, on alterne entre les lettres d'Albert et les lettres de Madeleine de Maupin, qui leur sont bien antérieures. Dans ses lettres, Madeleine conte sa décision de se travestir et comment elle a rencontré Rosette, son idylle avec elle sous l'identité de Théodore, et son duel avec le frère de Rosette lorsque Théodore refuse de l'épouser. En parallèle on suit les progrès d'Albert dans sa découverte de l'identité de Théodore. A la fin, D'Albert finit par convaincre Madeleine d'être son amante, et leur union charnelle est décrite comme l'épiphanie d'une perfection artistique. Le lendemain, Madeleine s'enfuit, la dernière lettre du roman étant celle qu'elle laisse à D'Albert après sa fuite.

## Personnages

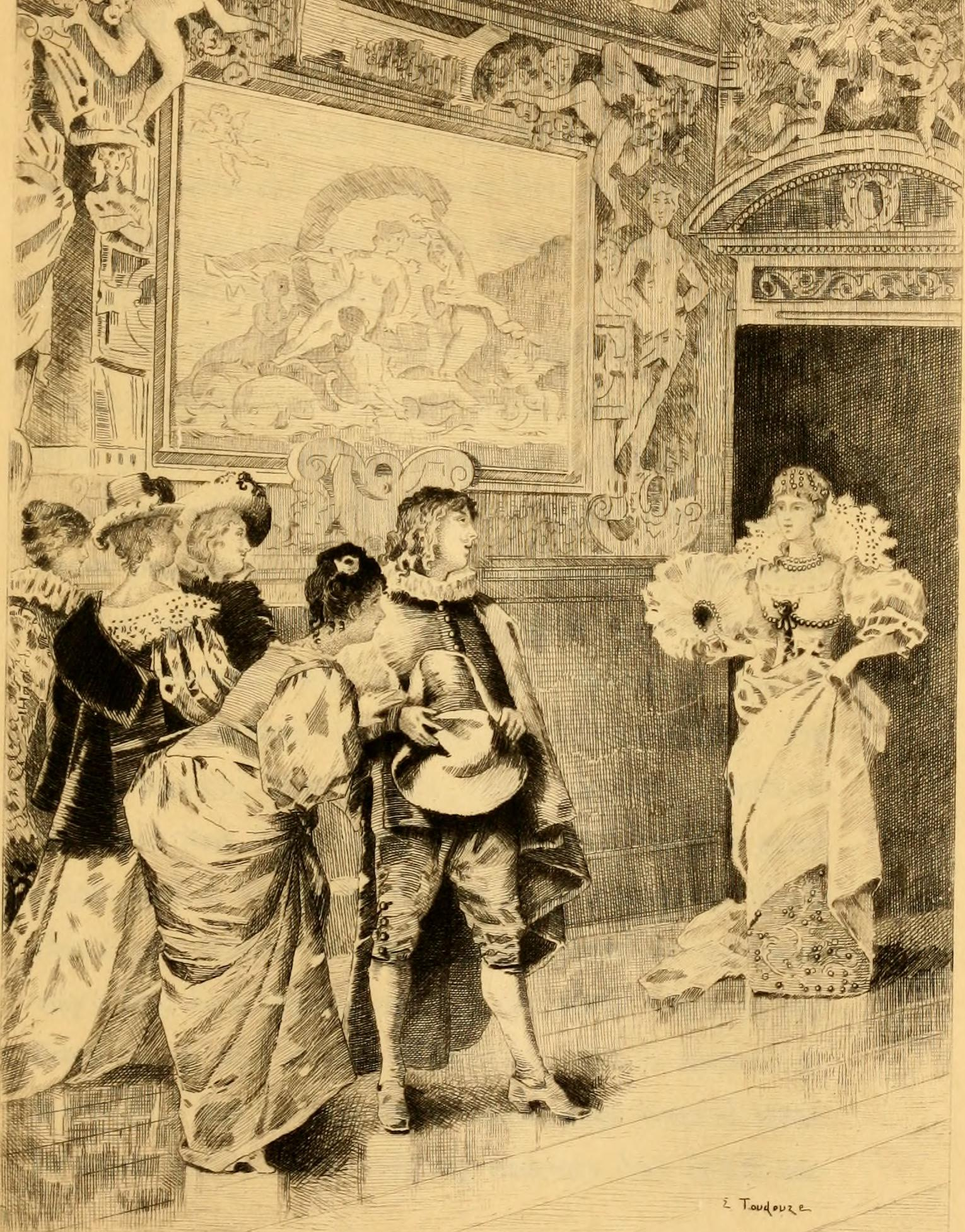
Mademoiselle de Maupin, se faisant passer pour Théodore, participe à une répétition de la pièce Comme il vous plaira dans le rôle de Rosalinde. Gravure de la scène où Théodore se présente à l'assemblée qui le croit grimé en femme. L'auteur procède ici à une mise en abyme : Rosalinde est elle-même un personnage qui se déguise en homme et doit jouer le rôle d'une femme.

- D'Albert : Personnage principal du roman, il est à la recherche de l'Idée du Beau (au sens platonicien du terme), c'est-à-dire de la beauté dans sa forme la plus parfaite et la plus pure. La recherche de cet idéal l'amènera à s'éprendre de Mademoiselle de Maupin.

- Madeleine de Maupin (Théodore de Séranne) : Non contente de l'éducation qu'on dispense aux femmes, qui les maintient dans l'ignorance et dans la surveillance, et ayant remarqué que l'homme se couvre d'un masque de conventions et ne se montre pas sous son vrai visage en présence des femmes, elle a l'idée de se travestir en homme (Théodore) afin de « l'étudier » et de mettre à jour ce qu'il cache normalement aux femmes. Son travestissement en homme lui fait découvrir la vie des hommes à l'extérieur, et notamment dans les auberges, tavernes et cabarets, où ils parlent des femmes de manière vulgaire et couchent souvent avec des filles issues du milieu populaire. Cela provoque chez Madeleine un fort dégoût des hommes, bien qu'elle conserve indubitablement une attirance pour eux. Il est explicitement dit dans le roman qu'elle ne se sent pas personnellement appartenir à un sexe ou à l'autre, et que son corps féminin n'est qu'un épiphénomène, « mon âme n'ayant pas de sexe ». Elle écrit également se sentir plus à l'aise dans le rôle masculin, et que son long travestissement lui a donné l'habitude de ce rôle, si bien qu'elle oublie parfois sa « nature ». Elle est grandement inspirée de la Mademoiselle de Maupin historique ; Séranne est le nom de l'amant de cette dernière.

- Rosette : Première amante de d'Albert, elle est éprise de Théodore (Mlle de Maupin ). Elle ignore la vérité sur l'identité de Théodore. Les sentiments de Madeleine à son égard sont ambigus : bien que ce ne soit jamais clairement explicité, ils semblent aller au-delà de l'amitié ; Madeleine dans ses lettres regrette de ne pas être homme, et dit qu'elle épouserait Rosette si elle en était un, ce qui suggère très fortement au moins des sentiments lesbiens, si ce n'est un désir lesbien. De plus, à la fin du roman, Rosette et Madeleine/Théodore passent une nuit ensemble, sans que soit décrit ce qui s'y déroule.

- Isnabel : Page de Théodore (Maupin), elle se déguise elle aussi, comme Théodore, en garçon. Alors qu'il se blesse lors d'une partie de chasse en forêt, Rosette découvre son secret. Madeleine porte un attachement pour Isnabel qu'il est difficile d'interpréter.

- Silvio : C'est le destinataire de d'Albert dans sa correspondance, et son meilleur ami. Au contraire de d'Albert, il semble mener une existence tranquille et heureuse.

## Extraits de la préface

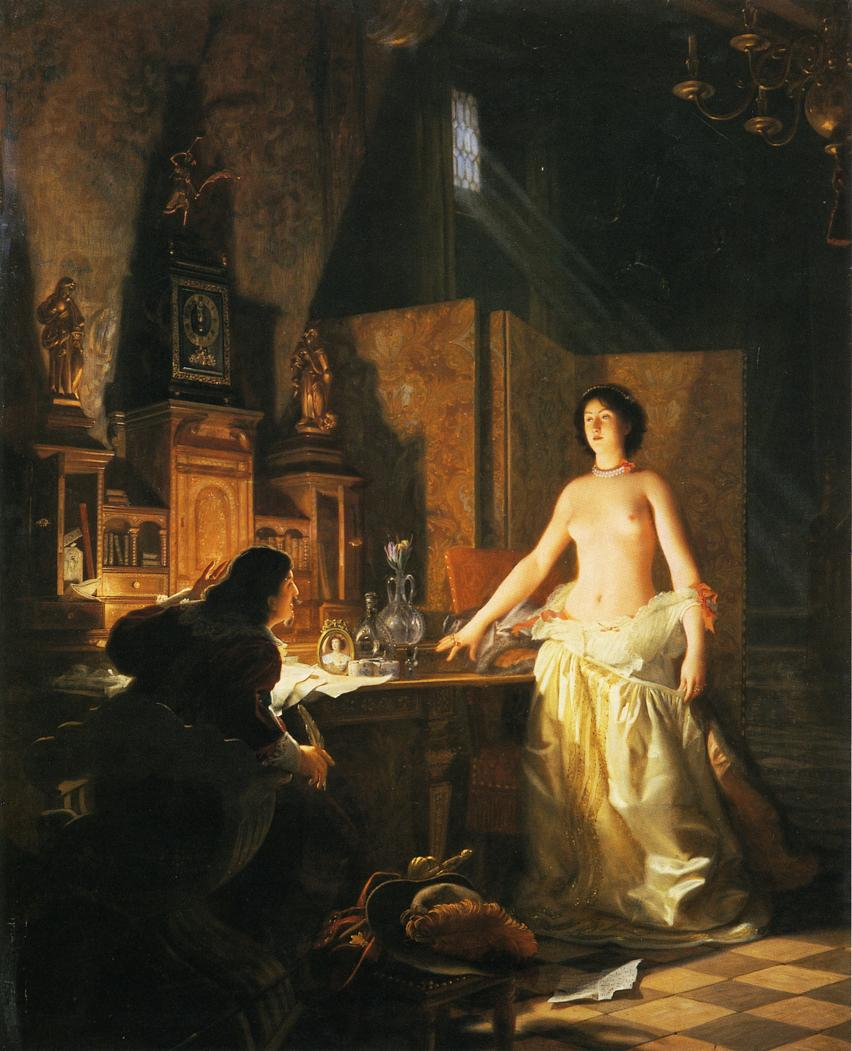
Représentation de Mademoiselle de Maupin par Lecomte du Nouÿ en 1902.

Sur la vertu et l’immoralité dans la littérature
Une des choses les plus burlesques de la joyeuse époque où nous avons le bonheur de vivre est incontestablement la réhabilitation de la vertu entreprise par tous les journaux, de quelque couleur qu’ils soient, rouges, verts ou tricolores. La vertu est assurément quelque chose de fort respectable, et nous n’avons pas envie de lui manquer, Dieu nous en préserve ! La bonne et digne femme ! (…) mais il me semble naturel de lui préférer, surtout quand on a vingt ans, quelque petite immoralité bien pimpante, bien coquette (…) Les journalistes les plus monstrueusement vertueux ne sauraient être d’un avis différent, et, s’ils disent le contraire, il est très probable qu’ils ne le pensent pas. Penser une chose, en écrire une autre, cela arrive tous les jours, surtout aux gens vertueux.
Sur les critiques littéraires
Le critique qui n’a rien produit est un lâche. C’est comme un abbé qui courtise la femme d’un laïque : celui-ci ne peut lui rendre la pareille.
Sur l’utilité du beau
Rien de ce qui est beau n’est indispensable à la vie. - On supprimerait les fleurs, le monde n’en souffrirait pas matériellement ; qui voudrait cependant qu’il n’y eût plus de fleurs ? Je renoncerais plutôt aux pommes de terre qu’aux roses, et je crois qu’il n’y a qu’un utilitaire au monde capable d’arracher une plate-bande de tulipes pour y planter des choux. À quoi sert la beauté des femmes ? Pourvu qu’une femme soit médicalement bien conformée, en état de faire des enfants, elle sera toujours assez bonne pour des économistes. À quoi bon la musique ? à quoi bon la peinture ? Qui aurait la folie de préférer Mozart à M. Carrel, et Michel-Ange à l’inventeur de la moutarde blanche ? Il n’y a de vraiment beau que ce qui ne peut servir à rien ; tout ce qui est utile est laid, car c’est l’expression de quelque besoin, et ceux de l’homme sont ignobles et dégoûtants, comme sa pauvre et infirme nature.

## Adaptations cinématographiques
- Mademoiselle de Maupin ou Le chevalier de Maupin, (1966), film de Mauro Bolognini, avec Catherine Spaak, Robert Hossein, Tomás Milián et Ottavia Piccolo.